# カーヌスティ
カーヌスティ（英: Carnoustie）は、スコットランド東部、アンガスに属する町。2001年国勢調査時の人口は1万561人であった。

## 著名な出身者
- イアン・マクダーミド - 俳優・演出家。スター・ウォーズ・シリーズの銀河皇帝パルパティーン役で知られる。
- ケヴィン・マクドナルド - スコットランド代表サッカー選手。
- クレイグ・フォーサイス - スコットランド代表サッカー選手。